# War Rock
War Rock est un jeu de tir à la première personne multijoueur développé à la base par Nexon sur une version coréenne, puis repris par Dream Execution et édité par K2Network pour créer une version internationale. Le jeu a été repris depuis le 28 mai 2012 par son développeur de base, Nexon. War Rock est un gratuiciel mais il est possible de payer mensuellement pour obtenir plus d'options.
War Rock existe aussi en version coréenne, philippine et japonaise.

## Développement
Développé par Dream Execution, une compagnie coréenne, le jeu a ensuite été repris par K2 Network dans le but de créer une version internationale en anglais disponible gratuitement.
La première bêta (appelée closed-beta) a été lancée lors de l'E3 2006. Pour pouvoir jouer, il fallait un code qui n'était distribué qu'à l'E3 pour s'inscrire et télécharger le jeu. Puis, au fil des mois, la bêta est devenue publique (open-beta) et s'est enrichie de moult modifications et améliorations. Cinq versions verront ensuite successivement le jour.
En février 2007, le jeu commercialisable est lancé (commercial launch) : le contenu est le même mais certaines options et chartes sont payantes. Cependant K2 Network continue à améliorer le joueur en faisant au moins une mise à jour par mois voire par année. Depuis le 1er septembre 2000 jusqu'à la fin 2007, il était désormais possible d'acheter le logiciel du jeu (appelé "retail box") en magasin, ce qui donnait accès à nombre d'avantages par rapport au jeu téléchargé gratuitement (notamment une arme a vie, le medic kit 2, une grenade smoke et 1 mois de gold premium).
Maintenant, plus aucune "retail box" n'est vendue et les codes restants dans les retails box ont été désactivés.
En 2009, War Rock chapter 2 sortira, incluant une mise à jour et amélioration des graphismes, une nouvelle interface et un patch de correction des bugs.
Le 12 mai 2011, une mise à jour a été faite pour War Rock Chapter 3, le troisième chapitre du jeu incluant le mode zombie.
Le 28 mai 2012, Gamersfirst annonce l'arrêt de ses services pour le jeu War Rock et annonce officiellement la reprise de Nexon sur ce FPS.

## L'histoire et les factions
L'action se passe dans les régions du nord de la république Derbaran, une nation fictive qui semble se trouver en Asie centrale, que les troupes derbarans occupent. Le président Zaripov et son gouvernement opprimant les minorités locales, les plus courageuses d'entre elles se regroupèrent pour former la NIU (National Independent Union) commandée par le général Ikram Karmali, l'officier décoré et ex-conseiller militaire du Président Derbaran qui s'était retourné contre son maître.

## Les différentes classes
Dans War Rock, il est possible d'incarner 5 types de soldats différents:
- Engineer: L'ingénieur est un maître de technologie et il accompagne les véhicules pour fournir l'appui technique sur le chemin. Il compte généralement sur ses véhicules pour lui fournir une protection. Leur équipement de réparation de véhicule inclut une clé à molette et une clé à tuyau.

Équipement de base: Colt.45, MP5, clé à molette.
- Medic: Les Medics errent dans le champ de bataille et fournissent l'aide au blessé. Parce qu'ils doivent voyager léger, ils utilisent des pistolets et s'équipent de mitraillettes légères comme l'Uzi et le MP5. Leur medkit peut être amélioré pour une guérison plus efficace. Et dans le chapter 3 de War Rock, vous pourrez incarner un nouveau type de medic (nouveau costume). Tout en jouant sur les maps d'événement.

Équipement de base: Colt.45, MP5, Med Kit.
- Sniper: Les snipers (tireurs isolés) assurent la reconnaissance, la couverture à distance et élimination de cibles spécifiques. En tant que tireurs isolés, ils ont tendance à agir seul et font feu à distance, sous couvert.

Équipement de base: Colt.45, fusil de précision M24, grenade à fragmentation K400 .
- Assault: Souvent déployé comme une unité d'assaut, ces troupes composent la plus grande partie de l'infanterie. Agressives et mortelles, les troupes d'assaut sont généralement équipés de AK-47, de fusils de chasse et d'armes à feu semblables.

Équipement de base: Colt.45, K2, grenade à fragmentation K400.
- Heavy Trooper: Bien que ces troupes de soutien existent principalement pour détruire les blindés ennemis, ils ont aussi accès à plusieurs armes anti-infanterie extrêmement puissantes. Les armes disponibles s'étendent de mines antichars aux roquettes guidées et aux miniguns.

Équipement de base: Colt.45, lance-roquette, mine terrestre TMA-1A.

## Types de partie
Dans War Rock, il y a plusieurs modes de jeu :
- Les "Close Quarters Combat (CQC)"/"Close Quarters Battle (CQB)". Dans ce mode de jeu inspiré des opérations anti-terroristes, les deux équipes ont des objectifs différents: Pour les Derbarans, le but est de poser une bombe dans le temps défini et d'empêcher les NIU de la désamorcer. L'objectif des NIU est d'éliminer tous les adversaires ou de désamorcer la bombe. Ce mode de jeu est beaucoup joué car il apporte beaucoup de points d'expérience.
  - Cartes: Blue Storm, Rusty Nails, Red Clover, Cold Cave, Bloc, Marien, Cadoro, Velruf, Xauen, Khyber, Karaqum, Khali, Beringia, Bazaar.Maps: Havana, Montana, Harbor IDA, Harbor Elia, Emblem, Cantimura, Ravello, Ravello 2d Street, Alberon, Zakhar, Nerbil, Odyssey, Vitious, Cloud Forest, Winter Forest.

- Les "Battle Group" ou "BG". Dans ce mode qui s'inspire des champs de batailles modernes, les deux équipes doivent récupérer des points de contrôle symbolisés par des drapeaux afin de submerger l'ennemi et d'éliminer les renforts adverses. Sur ces "maps", on peut trouver des véhicules terrestres -blindés ou non-, maritimes, ou encore aériens.
  - Cartes: Havana, Emblem, Cantimura, Zakhar, Ohara, Conturas, Engrene, Pargona, Thamugadi, Crater, Pargona East, Cloud Forest, Winter Forest.

- Les "Free For All", où il n'y a pas d'équipes. Le gagnant est celui qui a tué le plus de personnes à la fin de la partie. Ce type de match se joue sur Close Quarters Combat.

- Les "Conquest", où le but est de récupérer tous les drapeaux de la carte -ou se débarrasser de tous les adversaires-. Ce type de match se joue sur Battle Group.

- Les "Siege War", dans le mode Battle Group, qui donnent des objectifs que les équipes doivent remplir (détruire les portes d'un fort/défendre les portes d'un fort - détruire une fusée/défendre la fusée).

- Les "Snow Fights" où on doit tuer ses adversaires avec des boules de neige. Ce mode de match ne peut se jouer que durant une période définie.
  - Cartes : XVelruf, XMarien.